# 牧太郎の「ザ・コラム」
牧太郎の「ザ・コラム」（まきたろうのザ・コラム）は、TBSラジオで放送されていたラジオ番組。世の中の出来事について、牧が色々な視点から批評を行う番組であった。一時期を除いて東京電力の一社提供。
1999年4月に『日曜ニュースプラザ』（『中村尚登 ニュースプラザ』の日曜版）の1コーナーとしてスタート。日曜朝の生ワイド番組が『プレシャスサンデー』シリーズになってからも引き続き放送されていた。2009年の秋ごろに牧が体調を崩したため、一時番組が休止。復帰後はそれまでのスタジオ出演から、一時的に電話出演に変更された。2011年10月2日放送終了。

## 出演者
- 牧太郎 （毎日新聞出身のジャーナリスト）
- 『プレシャスサンデー』のパーソナリティ
  - 久保田智子 （TBSアナウンサー、番組終了時点）

## 放送時間
- 毎週日曜7:30 - 7:40 （『久保田智子 プレシャスサンデー』内、番組終了時点）